# 烏赫盧瓦特卡
48°53′29″N 29°58′28″E / 48.89139°N 29.97444°E
烏赫盧瓦特卡（羅馬化：Uhluvatka）是位於烏克蘭中部的村莊，由切爾卡瑟州烏曼區的赫里斯蒂尼夫卡市鎮負責管轄。該村始建於十六世紀，面積2.19平方公里，海拔高度216米，2025年人口490，人口密度每平方公里216人。